# Barbara Hallensleben
Barbara Hallensleben (* 6. Januar 1957 in Braunschweig) ist eine deutsche römisch-katholische Theologin und Hochschullehrerin.

## Leben
Die Tochter des selbständigen Buchhändlers Horst Hallensleben und seiner Frau Ursula geb. Rupnik besuchte von 1963 bis 1966 die katholische Grundschule St. Laurentius und machte das Abitur 1975 am mathematisch-naturwissenschaftlichen Zweig der Ina-Seidel-Schule (Braunschweig). Von 1975 bis 1984 studierte sie katholische Theologie, Philosophie und Geschichte an der Universität Münster. Im Sommersemester 1980 legte sie das Diplom in Theologie, im Sommersemester 1981 das Staatsexamen für die Sekundarstufe II im Fach Geschichte und im Wintersemester 1981/1982 das Staatsexamen für Sekundarstufe II im Fach Philosophie ab. Am 1. Februar 1985 bestand sie das Doktorexamen im Fach Kirchengeschichte mit einer Arbeit zum Thema Communicatio. Anthropologie und Gnadenlehre bei Thomas de Vio Cajetan, und im Juli 1987 legte sie die zweite Dienstprüfung als Pastoralreferentin ab.
Von 1977 bis 1981 war sie Stipendiatin der Bischöflichen Studienförderung des Cusanuswerks. Von 1980 bis 1983 war sie wissenschaftliche Angestellte am Lehrstuhl für Mittlere und Neuere Kirchengeschichte bei Erwin Iserloh. Während dieser Zeit wirkte sie an Lehrveranstaltungen und wissenschaftlichen Projekten vor allem im Bereich der Theologie der Ökumene mit. Von 1984 bis 1987 war sie Pastoralassistentin in St. Martin (Groß-Buchholz) und nahm an der entsprechenden Ausbildung des Bistums Hildesheim teil; während dieser Zeit unterrichtete sie u. a. zwei Jahre lang an einer Berufsschule. Von 1985 bis 1987 machte sie eine berufsbegleitende Ausbildung für Exerzitienbegleitung bei den Gemeinschaften Christlichen Lebens. 1987/1988 arbeitete sie seelsorglich in der Gemeinde St. Paulus (Göttingen). Pfarrer dieser Gemeinde war damals Nikolaus Wyrwoll. Von 1988 bis 1989 arbeitete sie im Organisationssekretariat für die Vorbereitung und Durchführung der Europäischen Ökumenischen Versammlung „Frieden in Gerechtigkeit“ in Basel mit.
Von 1989 bis 1992 nutzte sie ein Habilitationsstipendium der Görres-Gesellschaft zur Vorbereitung ihrer Habilitation an der Katholisch-Theologischen Fakultät der Universität Tübingen im Fach Dogmatik. Thema ihrer Forschungen war die Theologie der Sendung im Ursprung bei Ignatius von Loyola und Mary Ward. Nach dem Abschluss des Habilitationsverfahrens am 10. Juli 1992 war sie 1993/1994 als Lehrbeauftragte für Dogmatik an der Universität Freiburg (Schweiz) tätig. Seit dem Wintersemester 1994/1995 lehrt sie als ordentliche Professorin für Dogmatik und Theologie der Ökumene an der Theologischen Fakultät der Universität Freiburg und ist Mitglied im Direktorium des „Instituts für Ökumenische Studien“. Von 2004 bis 2006 war sie Dekanin der Theologischen Fakultät.
Im Jahr 2006 stiftete sie gemeinsam mit Nikolaus Wyrwoll und Guido Vergauwen als weitere Initiatoren die Silberne Rose des heiligen Nikolaus von Myra. Erster Empfänger war Metropolit Kirill, seit Januar 2009 Patriarch von Moskau und ganz Russland.
Von 2008 bis 2012 war sie Präsidentin der Lokalen Forschungskommission des Schweizerischen Nationalfonds an der Universität Freiburg.
Von 2004 bis 2014 war sie Mitglied der Internationalen Theologischen Kommission, die Papst Paul VI. 1969 gegründet hatte.
In der neuen Studienkommission, durch die Papst Franziskus seit April 2020 die Möglichkeit der Zulassung von Frauen zum Weiheamt erneut prüfen lässt, ist Hallensleben unter den zehn Kommissionsmitglieder eine von fünf Frauen.
Sie kommentierte das 2016 erschienene Papstbuch Papst Franziskus. Keine Kirche ohne Frauen und stellte die Aktualität seiner Positionen heraus.
Die Auszeichnung von Patriarch Kyrill I. mit der Silbernen Rose des Heiligen Nikolaus geriet 2023 in die Kritik.

## Veröffentlichungen (Auswahl)
- Communicatio: Anthropologie und Gnadenlehre bei Thomas de Vio Cajetan (Reformationsgeschichtliche Studien und Texte), Aschendorff, Januar 1985, ISBN 978-3402037713
- Orthodoxe Kirche in der Ukraine – wohin?: Dokumente zur Debatte um die Autokephalie (Studia Oecumenica Friburgensia, Band 92), Aschendorff, 20. August 2019, ISBN 978-3402122334
- Sergij von Radonesh: Diener der Heiligsten Dreifaltigkeit, Coautor Albert Rauch, Herausgeber Der Christliche Osten, Januar 1992, ISBN 978-3927894129
- Mission auf dem Weg Jesu Christi: Eine orthodoxe Sicht (Epiphania), Coautor Erzbischof Anastasios Yannoulatos, Aschendorff, 23. Januar 2020, ISBN 978-3402120484
- Einheit in Synodalität: Die offiziellen Dokumente der Orthodoxen Synode auf Kreta 19. bis 26. Juni 2016, Aschendorf, August 2016, ISBN 978-3402120682
- Auf dem Weg zu einem Sozialethos der Orthodoxen Kirche, Aschendorf, 2. Dezember 2020, ISBN 978-3402120828

Weitere Publikationen gelistet bei der Universität Freiburg (Schweiz).